# Record dei Giochi asiatici del nuoto
La seguente è una lista dei tempi più veloci mai nuotati nelle varie edizioni dei Giochi asiatici. Le competizioni si svolgono in vasca lunga (50 m).
(Dati aggiornati all'edizione di Hangzhou 2022)

## Vasca lunga (50m)

### Uomini
| Gara                     | Tempo    | + | Atleta                                                                                      | Nazionalità   | Data              | Edizione | Luogo                  | Ref    |
| ------------------------ | -------- | - | ------------------------------------------------------------------------------------------- | ------------- | ----------------- | -------- | ---------------------- | ------ |
| Stile libero             |          |   |                                                                                             |               |                   |          |                        |        |
| 50 m                     | 21"72    |   | Ji Yu-chan                                                                                  | Corea del Sud | 25 settembre 2023 | XIX      | Hangzhou, Cina         | [ 1 ]  |
| 100 m                    | 46"97    |   | Pan Zhanle                                                                                  | Cina          | 24 settembre 2023 | XIX      | Hangzhou, Cina         | [ 2 ]  |
| 200 m                    | 1'44"40  |   | Hwang Sun-woo                                                                               | Corea del Sud | 27 settembre 2023 | XIX      | Hangzhou, Cina         | [ 3 ]  |
| 400 m                    | 3'41"53  |   | Park Tae-hwan                                                                               | Corea del Sud | 16 novembre 2010  | XVI      | Canton, Cina           | [ 4 ]  |
| 800 m                    | 7'46"03  |   | Kim Woo-min                                                                                 | Corea del Sud | 27 settembre 2023 | XIX      | Hangzhou, Cina         | [ 5 ]  |
| 1500 m                   | 14'35"43 |   | Sun Yang                                                                                    | Cina          | 18 novembre 2010  | XVI      | Canton, Cina           | [ 6 ]  |
| Dorso                    |          |   |                                                                                             |               |                   |          |                        |        |
| 50 m                     | 24"28    |   | Junya Koga                                                                                  | Giappone      | 22 settembre 2014 | XVII     | Incheon, Corea del Sud | [ 7 ]  |
| 100 m                    | 51"91    |   | Xu Jiayu                                                                                    | Cina          | 27 settembre 2023 | XIX      | Hangzhou, Cina         | [ 8 ]  |
| 200 m                    | 1'53"26  |   | Ryōsuke Irie                                                                                | Giappone      | 25 settembre 2014 | XVII     | Incheon, Corea del Sud | [ 9 ]  |
| Rana                     |          |   |                                                                                             |               |                   |          |                        |        |
| 50 m                     | 26"25    | b | Qin Haiyang                                                                                 | Cina          | 29 settembre 2023 | XIX      | Hangzhou, Cina         | [ 10 ] |
| 100 m                    | 57"76    |   | Qin Haiyang                                                                                 | Cina          | 25 settembre 2023 | XIX      | Hangzhou, Cina         | [ 11 ] |
| 200 m                    | 2'07"03  |   | Qin Haiyang                                                                                 | Cina          | 28 settembre 2023 | XIX      | Hangzhou, Cina         | [ 12 ] |
| Farfalla                 |          |   |                                                                                             |               |                   |          |                        |        |
| 50 m                     | 23"29    |   | Baek In-chul                                                                                | Corea del Sud | 28 settembre 2023 | XIX      | Hangzhou, Cina         | [ 13 ] |
| 100 m                    | 51"04    |   | Joseph Schooling                                                                            | Singapore     | 22 agosto 2018    | XVIII    | Giacarta, Indonesia    | [ 14 ] |
| 200 m                    | 1'53"15  |   | Tomoru Honda                                                                                | Giappone      | 29 settembre 2023 | XIX      | Hangzhou, Cina         | [ 15 ] |
| Misti                    |          |   |                                                                                             |               |                   |          |                        |        |
| 200 m                    | 1'54"62  |   | Wang Shun                                                                                   | Cina          | 24 settembre 2023 | XIX      | Hangzhou, Cina         | [ 16 ] |
| 400 m                    | 4'07"75  |   | Kōsuke Hagino                                                                               | Giappone      | 24 settembre 2014 | XVII     | Incheon, Corea del Sud |        |
| Staffette a stile libero |          |   |                                                                                             |               |                   |          |                        |        |
| 4x100 m                  | 3'10"88  |   | Pan Zhanle (47"06) Chen Juner (48"00) Hong Jinquan (48"27) Wang Haoyu (47"55)               | Cina          | 28 settembre 2023 | XIX      | Hangzhou, Cina         | [ 17 ] |
| 4x200 m                  | 7'01"73  |   | Yang Jae-hoon (1'46"83) Lee Ho-joon (1'45"36) Kim Woo-min (1'44"50) Hwang Sun-woo (1'45"04) | Corea del Sud | 25 settembre 2023 | XIX      | Hangzhou, Cina         | [ 18 ] |
| Staffetta mista          |          |   |                                                                                             |               |                   |          |                        |        |
| 4x100 m                  | 3'27"01  |   | Xu Jiayu (52"05) Qin Haiyang (57"63) Wang Changhao (50"68) Pan Zhanle (46"65)               | Cina          | 26 settembre 2023 | XIX      | Hangzhou, Cina         | [ 19 ] |

Legenda:  - Record del mondo;  - Record asiatico;

Record non ottenuti in finale: (b) - batteria; (sf) - semifinale; (s) - staffetta prima frazione.

### Donne
| Gara                     | Tempo    | +               | Atleta                                                                                     | Nazionalità | Data              | Edizione | Luogo                  | Ref    |
| ------------------------ | -------- | --------------- | ------------------------------------------------------------------------------------------ | ----------- | ----------------- | -------- | ---------------------- | ------ |
| Stile libero             |          |                 |                                                                                            |             |                   |          |                        |        |
| 50 m                     | 24"26    |                 | Zhang Yufei                                                                                | Cina        | 28 settembre 2023 | XIX      | Hangzhou, Cina         | [ 20 ] |
| 100 m                    | 52"17    |                 | Siobhán Haughey                                                                            | Hong Kong   | 26 settembre 2023 | XIX      | Hangzhou, Cina         | [ 20 ] |
| 200 m                    | 1'54"12  |                 | Siobhán Haughey                                                                            | Hong Kong   | 25 settembre 2023 | XIX      | Hangzhou, Cina         | [ 21 ] |
| 400 m                    | 4'01"96  |                 | Li Bingjie                                                                                 | Cina        | 26 settembre 2023 | XIX      | Hangzhou, Cina         | [ 22 ] |
| 800 m                    | 8'18"55  |                 | Wang Jianjiahe                                                                             | Cina        | 23 agosto 2018    | XVIII    | Giacarta, Indonesia    | [ 23 ] |
| 1500 m                   | 15'51"18 |                 | Li Bingjie                                                                                 | Cina        | 28 settembre 2023 | XIX      | Hangzhou, Cina         | [ 24 ] |
| Dorso                    |          |                 |                                                                                            |             |                   |          |                        |        |
| 50 m                     | 26"98    | Record mondiale | Liu Xiang                                                                                  | Cina        | 21 agosto 2018    | XVIII    | Giacarta, Indonesia    | [ 25 ] |
| 100 m                    | 58"94    | s               | Zhao Jing                                                                                  | Cina        | 13 novembre 2010  | XVI      | Canton, Cina           | [ 26 ] |
| 200 m                    | 2'06"46  |                 | Zhao Jing                                                                                  | Cina        | 14 novembre 2010  | XVI      | Canton, Cina           | [ 27 ] |
| Rana                     |          |                 |                                                                                            |             |                   |          |                        |        |
| 50 m                     | 29"92    | b,              | Tang Qianting                                                                              | Cina        | 24 settembre 2023 | XIX      | Hangzhou, Cina         | [ 28 ] |
| 100 m                    | 1'06"40  |                 | Satomi Suzuki                                                                              | Giappone    | 19 agosto 2018    | XVIII    | Giacarta, Indonesia    | [ 29 ] |
| 200 m                    | 2'21"82  |                 | Kanako Watanabe                                                                            | Giappone    | 22 settembre 2014 | XVII     | Incheon, Corea del Sud | [ 30 ] |
| Farfalla                 |          |                 |                                                                                            |             |                   |          |                        |        |
| 50 m                     | 25"10    |                 | Zhang Yufei                                                                                | Cina        | 29 settembre 2023 | XIX      | Hangzhou, Cina         | [ 31 ] |
| 100 m                    | 55"86    |                 | Zhang Yufei                                                                                | Cina        | 27 settembre 2023 | XIX      | Hangzhou, Cina         | [ 32 ] |
| 200 m                    | 2'05"57  |                 | Zhang Yufei                                                                                | Cina        | 24 settembre 2023 | XIX      | Hangzhou, Cina         | [ 33 ] |
| Misti                    |          |                 |                                                                                            |             |                   |          |                        |        |
| 200 m                    | 2'07"75  |                 | Yu Yiting                                                                                  | Cina        | 25 settembre 2023 | XIX      | Hangzhou, Cina         | [ 34 ] |
| 400 m                    | 4'32"97  |                 | Ye Shiwen                                                                                  | Cina        | 23 settembre 2014 | XVII     | Incheon, Corea del Sud | [ 35 ] |
| Staffette a stile libero |          |                 |                                                                                            |             |                   |          |                        |        |
| 4x100 m                  | 3'33"96  |                 | Yang Junxuan (53"86) Cheng Yujie (53"07) Wu Qingfeng (53"84) Zhang Yufei (53"19)           | Cina        | 24 settembre 2023 | XIX      | Hangzhou, Cina         | [ 36 ] |
| 4x200 m                  | 7'48"61  |                 | Li Bingjie (1'56"94) Wang Jianjiahe (1'55"35) Zhang Yuhan (1'58"37) Yang Junxuan (1'57"95) | Cina        | 21 agosto 2018    | XVIII    | Giacarta, Indonesia    | [ 37 ] |
| Staffetta mista          |          |                 |                                                                                            |             |                   |          |                        |        |
| 4x100 m                  | 3'54"73  |                 | Natsumi Sakai (59"42) Satomi Suzuki (1'05"43) Rikako Ikee (55"80) Tomomi Aoki (54"08)      | Giappone    | 23 agosto 2018    | XVIII    | Giacarta, Indonesia    | [ 38 ] |

Legenda:  - Record del mondo;  - Record asiatico;

Record non ottenuti in finale: (b) - batteria; (sf) - semifinale; (s) - staffetta prima frazione.

### Misti
| Gara            | Tempo   | + | Atleta                                                                        | Nazionalità | Data              | Edizione | Luogo          | Ref   |
| --------------- | ------- | - | ----------------------------------------------------------------------------- | ----------- | ----------------- | -------- | -------------- | ----- |
| Staffetta mista |         |   |                                                                               |             |                   |          |                |       |
| 4x100 m         | 3'37"73 |   | Xu Jiayu (51"91) Qin Haiyang (57"25) Zhang Yufei (56"05) Yang Junxuan (52"52) | Cina        | 27 settembre 2023 | XIX      | Hangzhou, Cina | [ 8 ] |

Legenda:  - Record del mondo;  - Record asiatico;

Record non ottenuti in finale: (b) - batteria; (sf) - semifinale; (s) - staffetta prima frazione.